# 움브리아어
움브리아어(Umbrian)는 이탈리아어파에 속한 사어로 고대 이탈리아의 움브리아 지방에 살았던 움브리족의 언어이다. 이탈리아어파 안에서 오스크어와 가까운 관계로서 함께 오스크움브리아어군을 이룬다.

## 기록
움브리아어는 기원전 7세기 ~ 1세기에 걸친 약 30편의 새김글로 전해져 온다. 지금가지 발견된 가장 큰 기록 모음은 1444년 구비오(과거의 이구비움)의 어느 지하실에서 발견된 아홉 장의 이구비움 청동판(Iguvine Tablets)이다. 이 중 두 장은 분실되었다. 나머지 일곱 장에는 고대의 지역 종교 의식과 종교법에 관한 내용이 기록되어 있다. 이구비움 청동판에는 4000 ~ 5000개의 단어가 새겨져 있다.
그 밖에 토디, 아시시, 스폴레토에서도 새김글이 발견되었다.

## 문자
이구비움 청동판에는 두 종류의 문자가 쓰였다. 보다 오래된 움브리아 문자는 다른 고대 이탈리아 문자들처럼 에트루리아 문자에서 나왔고 오른쪽에서 왼쪽으로 쓰였다. 보다 새로운 문자로는 로마자가 쓰였다. 움브리아 문자와 로마자로 된 기록을 각각 고움브리아어와 신움브리아어라 부르기도 한다. 둘의 차이는 주로 철자에 관한 것이다.

## 예문
이구비움 청동판 VIa, 27-31행:

(27)...dei.crabouie.persei.tuer.perscler.uaseto.est.pesetomest.peretomest (28) frosetomest.daetomest.tuer.perscler.uirseto.auirseto.uas.est.di.grabouie.persei.mersei.esu.bue (29) peracrei.pihaclu.pihafei.di.grabouie.pihatu.ocre.fisei.pihatu.tota.iouina.di.grabouie.pihatu.ocrer (30) fisier.totar.iouinar.nome.nerf.arsmo.ueiro pequo.castruo.fri.pihatu.futu.fos.pacer.pase.tua.ocre fisi (31) tote.iiouine.erer.nomne.erar.nomne.di.grabouie.saluo.seritu.ocre.fisi.salua.seritu.tota.iiouina.

 "(27)...Jupiter Grabovius, if in your sacrifice (anything) has been done wrongly, mistaken, transgressed, (28) deceived, left out, (if) in your ritual there is a seen or unseen flaw, Jupiter Grabovius, if it be right for this (29) yearling ox as purificatory offering to be purified, Jupiter Grabovius, purify the Fisian Mount, purify the Iguvine state. Jupiter Grabovius, purify the name of the Fisian Mount (and) of the Iguvine state, purify the magistrates (and) formulations, men (and) cattle, heads (of grain) (and) fruits, Be favorable (and) propitious in your peace to the Fisian Mount, (31) to the Iguvine state, to the name of that, to the name of this. Jupiter Grabovius, keep safe the Fisian Mount, keep safe the Iguvine state."

 — Fortson, Benjamin W. (2010). Indo-European Language and Culture. An Introduction. p. 299.
...유피테르 그라보비우스여, 만약 당신의 희생제물에서 (무엇이든) 잘못되었거나, 오해되었거나, 위반되었거나 속여졌거나, 빠졌다면, (만약) 당신의 의식에서 보이거나 보이지 않은 잘못이 있다면, 유피테르 그라보비우스여, 만약 이 한 살배기 수소를 정화하고자 정화의 제물로 바치는 것이 옳다면, 유피테르 그라보비우스여, 피시안 산을 정화하소서, 이구비움 나라를 정화하소서. 유피테르 그라보비우스여, 피시안 산(과) 이구비움 나라의 이름을 정화하소서, 관리들(과) 법률을, 사람(과) 가축을, 낟알(과) 과일을 정화하소서, 피시안 산과, 이구비움 나라와, 저것의 이름과, 이것의 이름을 향한 당신의 평화에 호의적이고 순조로우소서. 유피테르 그라보비우스여, 피시안 산을 안전하게 지키소서, 이구비움 나라를 안전하게 지키소서.

## 참고 문헌
- Buck, Carl Darling (2007) [1904]. 《A Grammar Of Oscan And Umbrian: With A Collection Of Inscriptions And A Glossary》. Kessinger. ISBN 978-1-4326-9132-5.

## 추가 문헌
- Buck, Carl Darling. 1979. A Grammar of Oscan and Umbrian: With a Collection of Inscriptions and a Glossary. Hildesheim: Olms.
- ————. 2001. A Vocabulary of Umbrian: Including the Umbrian Glosses. Bristol, PA: Evolution Publishing.
- Clackson, James. 2015. "Subgrouping in the Sabellian Branch of Indo‐European." Transactions of the Philological Society 113 (1): 4–37.
- Poultney, James. 1959. The bronze tables of Iguvium. Philological Monographs 18. Baltimore: American Philological Association.
- Weiss, Michael L. 2010. Language and Ritual In Sabellic Italy: The Ritual Complex of the Third and the Fourth Tabulae Iguvinae. Leiden: Brill.
- Whatmough, Joshua. "A New Umbrian Inscription of Assisi." Harvard Studies in Classical Philology 50 (1939): 89-93. Accessed May 5, 2020. doi:10.2307/310593.